# Kilindi
Kilindi é um dos oito distritos da região de Tanga na Tanzânia.